# Demonassa capitalis
Demonassa capitalis là một loài bọ cánh cứng trong họ Cerambycidae.